# Syneches frosti
Syneches frosti är en tvåvingeart som beskrevs av Wilder 1974. Syneches frosti ingår i släktet Syneches och familjen puckeldansflugor.
Artens utbredningsområde är Florida. Inga underarter finns listade i Catalogue of Life.